# Боровская модель химической связи

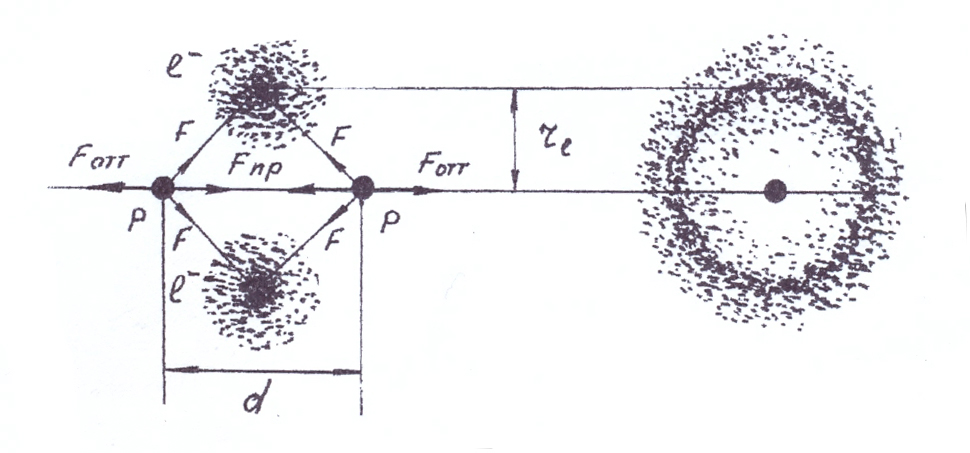
Модель молекулы водорода и её осевая проекция

Помимо модели атома, Нильс Бор предложил также и модель химической связи.
Эта модель была впервые предложена им в статье «Системы, содержащие несколько ядер» — третьей и последней из классической серии статей Бора, опубликованной в ноябре 1913 года в Philosophical Magazine.
Согласно его модели для двухатомной молекулы, электроны составляющих молекулу атомов образуют вращающееся кольцо, плоскость которого перпендикулярна оси молекулы и равноудалена от ядер атомов. Динамическое равновесие молекулярной системы достигается за счёт баланса сил между силами притяжения ядер к плоскости кольца электронов и силами взаимного отталкивания ядер. Боровская модель химической связи учитывала кулоновское отталкивание — электроны в кольце находятся на максимальном удалении друг от друга.
Так, согласно этой модели, молекула метана представляет собой правильный тетраэдр, в центре которого заключено ядро углерода, а в углах — ядра водорода. Химическую связь между ними образуют четыре двухэлектронных кольца, вращающихся вокруг линий, соединяющих центр с углами.
Боровская модель химической связи не могла объяснить свойства молекул. Попытки её усовершенствования предпринимались неоднократно, однако не привели к успеху.
Работоспособную теорию химической связи сформулировала только квантовая механика на основе принципа неопределённости и принципа запрета Паули. В отличие от боровской модели химической связи оказалось, что электронное облако преимущественно концентрируется на линии между ядрами, обеспечивая кулоновское притяжение между ними. Для многоэлектронных атомов удачным приближением оказалась теория валентных связей, заложенная в 1927 году Гайтлером и Лондоном.